# Conus otohimeae
Conus otohimeae é uma espécie de gastrópode do gênero Conus, pertencente à família Conidae.